# 小坂由里子
小坂 由里子（こさか ゆりこ、2月12日 - ）は、日本のナレーター。千葉県成田市出身。千葉県立佐原高等学校、清泉女子大学文学部国文学科卒業。

## 出演作品

### 番組
NHK 総合
- 『有吉のお金発見 突撃!カネオくん』
- 『堂本光一のちょこっとサイエンス』
- 『新春TV放談』
- 『超絶神業!マジックバトル』
- 『未来予測反省会』

NHK Eテレ
- 『100分de名著』
- 『Rの法則』

日本テレビ
- 『SKE48のマジカル・ラジオ2』
- 『芸能人家族バトルSHOW　ファミリー☆ウォーズ』
- 『世界に負けない!東北遺産の旅』

テレビ朝日
- 『池上彰の学べるニュース 年またぎ7時間半SP』
- 『そうだったのか!学べるニュース』
- 『マニュアル劇団』

TBSテレビ
- 『あさチャン!』
- 『テレビ未来遺産〜命の輝きSP』
- 『夢の扉+』
- 『なんだ君は!?TV』
- 『芸人記者 体当たりスクープSP』
- 『爆笑問題の世界の日本人妻は見た！』

テレビ東京
- 『土曜スペシャル』
- 『世界卓球選手権』
- 『スターズ・オン・アイス』
- 『フィギュアスケートジャパンオープン』
- 『キレイの台所』

フジテレビ
- 『超逆境クイズバトル!! 99人の壁』
- 『バイキング』→『バイキングMORE』
- 『有吉オリラジの不思議な結婚相談所』
- 『クイズダイナマイト30』
- 『歴史B〜ほっとけないB級ニュースたち〜』
- 『理想の星〜クルマノキセキ〜』
- 『ものしりセブン』
- 『坂上サンドの東北行きあたりばっ旅 ～地元の実力見させてもらっちゃいますSP～』

関西テレビ
- 『MOTEL〜欲しがる男女のモテ学〜』
- 『恋クル♡リサイクル〜私の元カレ、紹介します〜』
- 『ジロンバ〜私的激論サミット〜』

BeeTV
- 『食べる美容〜浜内千波の速攻キレイ〜』

### CM
- 三菱地所リアルエステートサービス
- NTTドコモインフォマーシャル
- Googleインフォマーシャル

### DVD
- SKE48のマジカル・ラジオ（日本テレビ）
- SKE48のマジカル・ラジオ2（日本テレビ）

### ボイスオーバー
- ネプ&イモトの世界番付（日本テレビ）
- スクール革命!（日本テレビ）
- 月曜から夜ふかし（日本テレビ）
- スター☆ドラフト会議（日本テレビ）
- 革命テレビ（TBSテレビ）
- お客様は王様かよっ!?（フジテレビ）
- 追跡!あのニュースの続き（フジテレビ）
- 未来世紀ジパング（テレビ東京）

### ゲスト出演
- タモリ倶楽部（テレビ朝日）2022年11月4日 -  ナレーター基礎講座[4]

### 講師
- スクールバーズ